# 格雷厄姆·哈欽斯
格雷厄姆·哈钦斯（英語：Graham John Hutchings，1951年—），FRS，英国化学家，卡迪夫大学教授、催化作用中心主任，首都大學東京特聘教授。最知名的成就是繼承自春田正毅的金催化（Gold catalysis）研究。

## 生平
1972年在倫敦大學學院取得理學士學位，1975年在倫敦大學學院取得博士學位。

## 榮譽
- 2009 皇家學會會士
- 2013 戴维奖章[2]